# Орден Білого орла (Російська імперія)
Імпера́торський і Ца́рський о́рден Бі́лого Орла́  (рос. Импера́торский и Ца́рский о́рден Бе́лого Орла́) — російський орден, що з'явився в 1831 році після прилучення польського ордена Білого Орла до нагородної системи Російської Імперії.

## Історія
В 1831 році, після придушення польського повстання і позбавлення Польщі автономії, імператор Микола I долучив до російських всі польські ордена, в тому числі і орден Білого Орла. Серед перших нагороджених були генерали від кавалерії Іван Вітт і Петро Пален, які відзначилися у Польській кампанії.
Орден зайняв почесне місце в ієрархії російських орденів — з 1835 року він йшов за орденом св. Олександра Невського. Нагороджувалися ним особи не нижче IV класу. Відбулися зміни в знаку ордена, девіз помінявся на «За віру, царя і закон».
В 1855 році до знаків ордена, які вручалися за воєнні заслуги, додавалися по два навхрест лежачих мечі: зверху знака під короною, а на зірку — по центру.
В 1882 році почали вручати діамантові знаки до ордена.
В 1915 у заснована Медаль «За праці по відмінному виконанню загальної мобілізації 1914», єдина медаль, що використовувала стрічку ордена Білого Орла. Ця медаль вважається останньою медаллю Російської Імперії.
Тимчасовий уряд Росії зберіг орден Білого Орла, дещо змінивши його зовнішній вигляд. Замість корон над російським імператорським орлом з'явився бант зі стрічки синього кольору. На нагрудних зірках замість девізу, що нагадував про царя, помістили лаврове листя.
Скасований декретом ВЦВК у 1917 році.